# Volusiano (console 503)
Flavio Volusiano (latino: Flavius Volusianus; ... – 3 aprile 511) è stato un politico romano sotto il regno degli Ostrogoti.

## Biografia
Era padre di Flavio Anicio Massimo, console del 523. Tra il 476 e il 483 aveva raggiunto il rango di vir clarissimus, come attestato da un'iscrizione sul sedile a lui riservato nel Colosseo (CIL VI, 32214).
Fu console nel 503; nel 510/511 aveva raggiunto il rango di patricius, e fece parte di una commissione il cui compito era giudicare alcuni nobili accusati di magia.
Morì il giorno di Pasqua, probabilmente nel 511 (quando Pasqua cadde il 3 aprile).